# 솔터니예

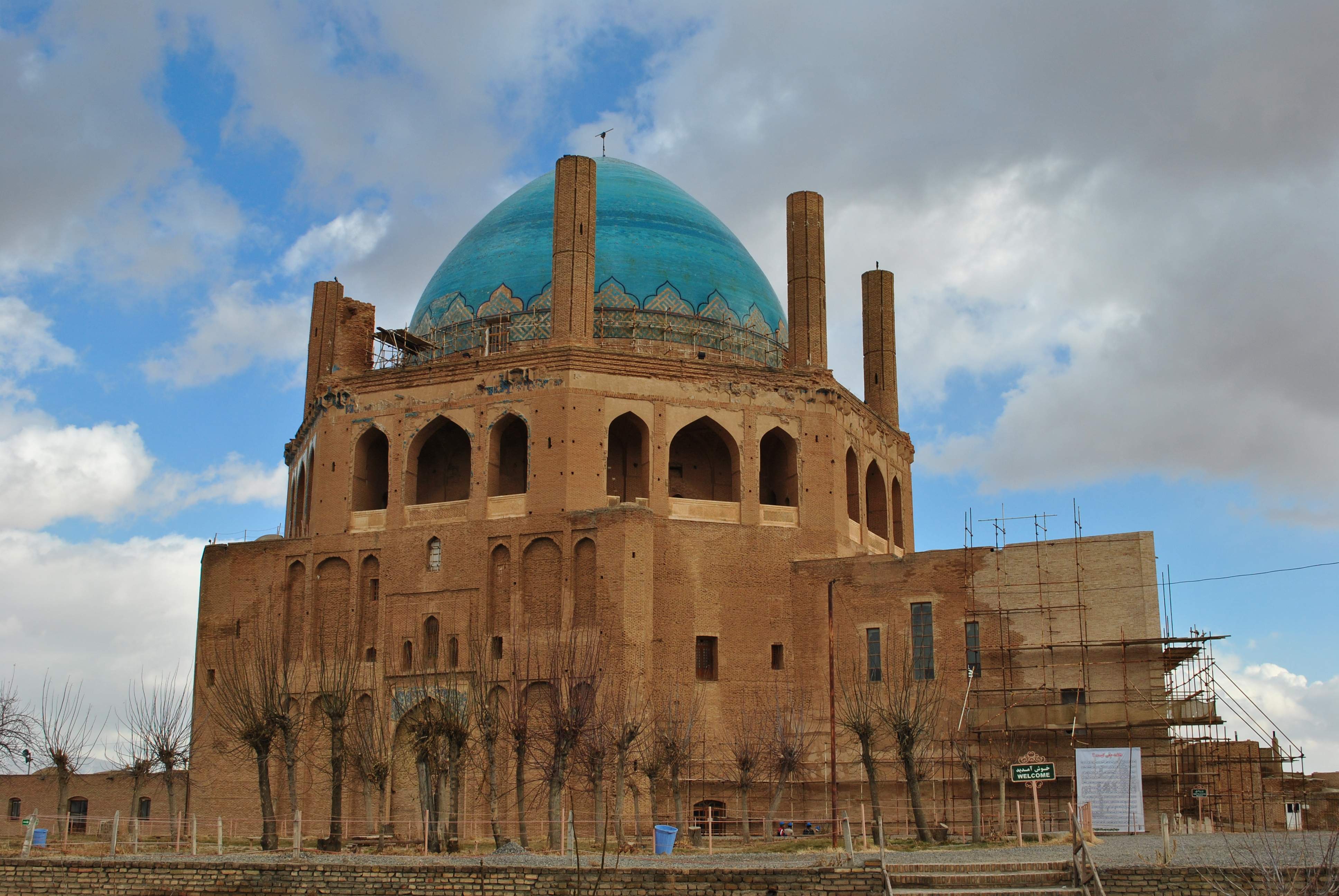

솔터니예, 솔타니예, 술타니야(페르시아어: سلطانيه, 로마자: Solţānīyeh, Solţāneyyeh, Sultaniye, Sultānīyeh; 일명 Sa'īdīyeh)는 이란 잔잔 주 솔타니예군(county) 중부에 있는 도시로 군의 군도이다.
2006년 인구 조사에서 인구는 아브하(Abhar)군의 솔터니예 지구에 있을 때 1,649가구 5,864명이었다. 2011년 다음 인구 조사에서는 2,013가구 7,116명이 집계되었다. 2016년의 최신 인구 조사에 따르면 인구는 2,319가구 7,638명이며, 그때까지 솔터니예군은 솔터니예시를 도로 하여 설립되었다.

## 역사
테헤란에서 북서쪽으로 약 240킬로미터(150마일) 떨어진 곳에 위치한 솔타니예는 14세기 이란의 몽골 일한 왕조 통치자의 수도로 건설되었다. 이슬람 통치자 칭호 술탄을 가리키는 이 이름은 느슨하게 "the Regal"로 번역된다. 솔터니예는 도시가 실크 수출의 중심지라고 보고한 루이 곤잘레스 데 클라비조(Ruy González de Clavijo)가 방문했다.
2005년 유네스코는 솔타니예를 세계문화유산으로 등재했다. 잔잔에서 솔터니예까지의 도로는 카탈레 코르(Katale khor) 동굴에 도달할 때까지 이어진다.
윌리엄 달림플(William Dalrymple)은 올자이투(Öljaitü)가 솔터니예를 "세계에서 가장 크고 가장 웅장한 도시"로 의도했지만 "그와 함께 죽었고(died with him)" 지금은 "황량하고 무너져가는 폐허"라고 언급했다.